# Gadžin Han
Gadžin Han (en serbe cyrillique : Гаџин Хан) est une localité et une municipalité de Serbie situées dans le district de Nišava. Au recensement de 2011, la localité comptait 1 209 habitants et la municipalité dont elle est le centre 8 357.

## Géographie
La municipalité de Gadžin Han est entourée par la municipalité de Bela Palanka et la ville de Niš au nord, par la municipalité de Babušnica au sud-est, par celles de Vlasotince et de Leskovac au sud et par celle de Doljevac à l'ouest.

## Localités de la municipalité de Gadžin Han

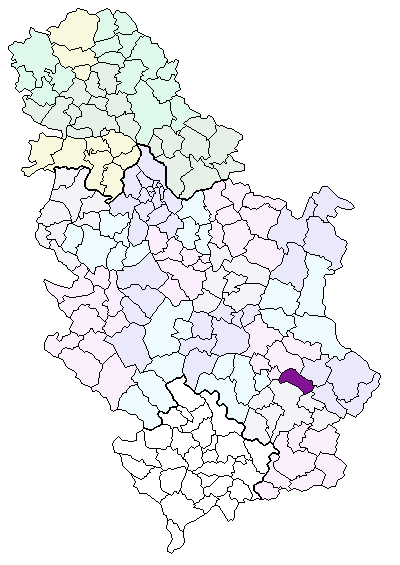
Localisation de la municipalité de Gadžin Han en Serbie

La municipalité de Gadžin Han compte 34 localités :
| - Veliki Vrtop - Veliki Krčimir - Vilandrica - Gare - Gadžin Han - Gornje Vlase - Gornje Dragovlje - Gornji Barbeš - Gornji Dušnik - Grkinja - Donje Dragovlje - Donji Barbeš | - Donji Dušnik - Duga Poljana - Dukat - Jagličje - Kaletinac - Koprovnica - Krastavče - Ličje - Mali Vrtop - Mali Krčimir - Marina Kutina - Miljkovac | - Novo Selo - Ovsinjinac - Ravna Dubrava - Semče - Sopotnica - Taskovići - Toponica - Ćelije - Čagrovac - Šebet |

Toutes les localités, y compris Gadžin Han, sont officiellement classées parmi les « villages » (село/selo) de Serbie.

## Démographie

### Localité

#### Évolution historique de la population dans la localité
| 1948 | 1953 | 1961 | 1971 | 1981 | 1991  | 2002  | 2011  |
| ---- | ---- | ---- | ---- | ---- | ----- | ----- | ----- |
| 931  | 951  | 879  | 903  | 997  | 1 131 | 1 245 | 1 209 |

### Municipalité

#### Évolution historique de la population dans la municipalité
| 1948   | 1953   | 1961   | 1971   | 1981   | 1991   | 2002   | 2011  |
| ------ | ------ | ------ | ------ | ------ | ------ | ------ | ----- |
| 26 380 | 26 182 | 23 965 | 19 974 | 16 281 | 12 990 | 10 464 | 8 357 |

## Politique
À la suite des élections locales serbes de 2008, les 33 sièges de l'assemblée municipale de Gadžin Han se répartissaient de la manière suivante :
| Parti                                                                         | Sièges |
| ----------------------------------------------------------------------------- | ------ |
| Parti socialiste de Serbie - Parti des retraités unis de Serbie - Serbie unie | 10     |
| Liste « Zaplanje moja kuća »                                                  | 8      |
| Parti démocratique de Serbie                                                  | 5      |
| Parti radical serbe                                                           | 5      |
| Pour une Serbie européenne                                                    | 5      |

Saša Đorđević, membre du Parti socialiste de Serbie, a été réélu président (maire) de la municipalité.